# Real Canoe Natación Club

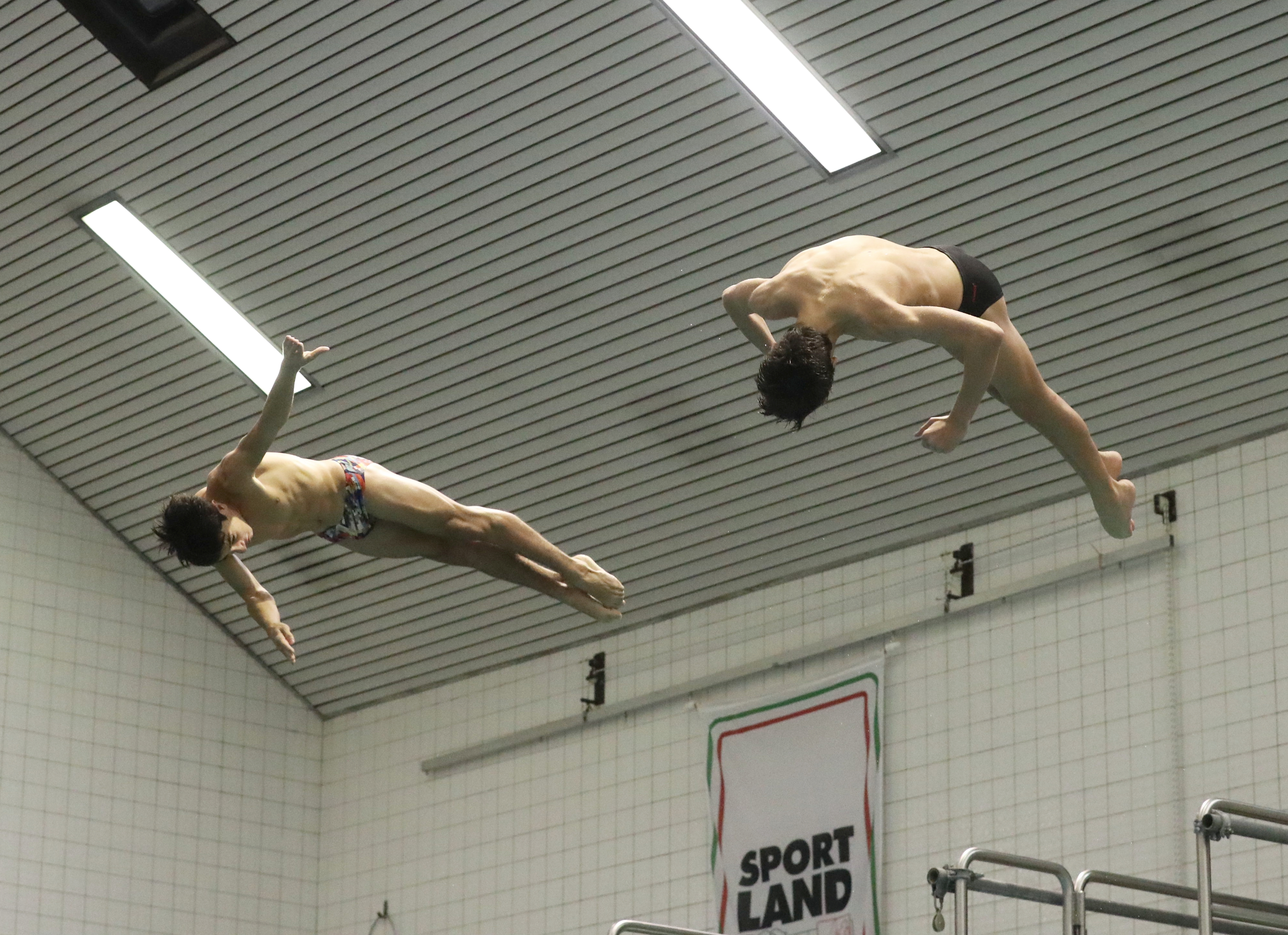
Tuffatori di Real Canoe Natación Club

Il Real Canoe Natación Club è una società polisportiva fondata nel 1930 con sede a Madrid, in Spagna. Le sezioni sportive della società sono: nuoto, pallanuoto, tuffi, nuoto sincronizzato, pallacanestro e rugby.
Il Real Canoe è nato nel 1930 come "Canoë Club", e nell'ottobre 1931 è divenuto ufficialmente "Real Canoe Natación Club" dopo la fusione con il "Club Natación Atlético". Nel corso degli anni il club ebbe varie sezioni sportive, tra le quali quelle di alpinismo, canoismo, canottaggio, sci, triathlon, oggi tutte scomparse.

## Squadre

### Pallacanestro
La sezione cestistica del club è nata negli anni quaranta. La squadra femminile del Real Canoe ha vinto la Liga Femenina de Baloncesto in tre occasioni: nel 1984, 1985 e 1986; nel palmarès figura anche una Copa de la Reina.
La squadra maschile ha militato nel massimo campionato dal 1957 al 1965.

### Rugby
La squadra di rugby ha vinto tre volte la División de Honor: 1971, 1972 e 1973; successivamente ha mutato denominazione e dal 1986 è nota come Canoe Rugby Club Madrid Noroeste.

### Pallanuoto
La squadra maschile di pallanuoto ha vinto due volte il titolo di Campione di Spagna, nel 1999 e nel 2000.